# Oratorio di San Rocco (Scandiano)
L'oratorio di San Rocco è un edificio di culto cattolico che si trova ad Arceto, frazione di Scandiano, in provincia di Reggio Emilia e diocesi di Reggio Emilia-Guastalla; fa parte del vicariato della Valle del Secchia. Esso è un oratorio sussidiario e si trova entro le mura del Castello di Arceto.

## Storia
L'oratorio è stato eretto dalla famiglie Thiene nel 1587. Successivamente fu restaurato nel 1863 e ancora nel 1844.

## Architettura
La facciata dell'edificio è tripartita e la parte centrale termina con un frontone appena accennato. Sopra la porta di ingresso è presente un’iscrizione dedicatoria al santo titolare. L'edificio presenta un'aula unica, con due cappelle laterali dedicate una alla Madonna di Lourdes e l’altra a San Lodovico Re e San Pellegrino Re in adorazione della Madonna della Ghiara. L’area presbiteriale è rialzata di un gradino e non è presente l’abside. Sulla parete di fondo è collocato l'altare maggiore con una pala che raffigura la Madonna con San Rocco e San Giovanni Evangelista.